# Mensignac
Mensignac é uma comuna francesa na região administrativa da Nova Aquitânia, no departamento Dordonha. Estende-se por uma área de 26,21 km². Em 2010 a comuna tinha 1 550 habitantes (densidade: 59,1 hab./km²).